# Аракажу
Аракажу е столица и най-голям град на щата Сержипи в Севороизточна Бразилия. Населението му е около 570 937 жители, което съставлява около 33% от населението на щата. Намира се на 4 м н.в. на Атлантическия океан. Пощенският му код е 49000-000, а телефонния +55 79. Основан е през 1592 г., а получава статут на град на 17 март 1855 г.

## Побратимени градове
- Жоао Песоа (Бразилия)
- Масейо (Бразилия)
- Салвадор (Бразилия)